# 丹羽隆子
丹羽 隆子（にわ たかこ、1942年 - ）は、日本の英文学者、東京海洋大学名誉教授。専門は英文学、ギリシア古典文学。

## 来歴
名古屋市生まれ。中央大学大学院修士課程修了。1971年東京外国語大学修士課程修了。東京商船大学助教授、教授、東京海洋大学教授、2006年定年退任、名誉教授。

## 著書
- 『ギリシア神話 西欧文化の源流へ』大修館書店 1985.4
- 『ローマ神話 西欧文化の源流から』大修館書店 1989.12
- 『はじめてのギリシア悲劇』1998.12 (講談社現代新書)

### 翻訳
- マーガレット・ドラブル『風景のイギリス文学』奥原宇共訳 研究社出版 1993.6
- ダイアン・ウォークスタイン『七つの愛の物語 「イシスとオシリス」から「トリスタンとイゾルデ」まで』川口昌男共訳 大修館書店 1996.7
- ピーター・D.ジーンズ『海に由来する英語事典』飯島幸人共訳 成山堂書店 2009.10

## 参考
- 著書附載の略歴、J-GLOBAL

（なお著書では外語大修士とあるが、J-GLOBALには中央大修士とある）